# Brömserhof (Lübeck)

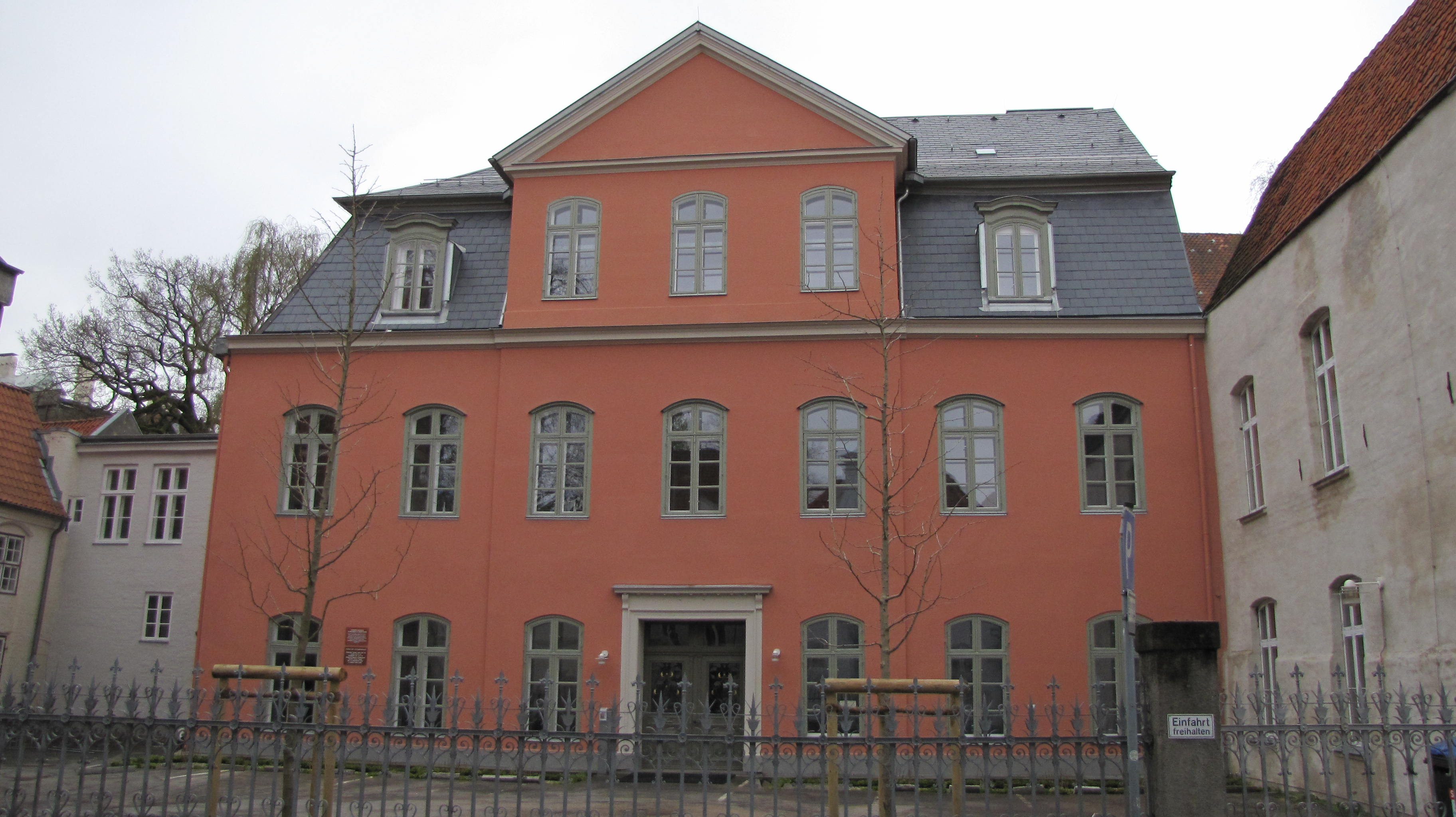
Brömserhof (2013)

Der Brömserhof ist ein kleines Palais des Spätbarock im Aegidienviertel der Lübecker Altstadt.

## Vorgeschichte des Grundstücks
Das für die Lübecker giebelständige Parzellierung außerordentlich breite Grundstück in der Schildstraße 12–14 besteht aus ursprünglich zwei Parzellen. Diese wurden bereits im Mittelalter 1291 als bebaut urkundlich erwähnt. Aufgrund der Lage im Süden der Altstadtinsel unweit der Mühlenstraße und des Mühlentores wurde es zunächst als landwirtschaftliche Hoffläche durch zwei Ackerhöfe genutzt, von denen aus die Ländereien vor dem Mühlentor der Lübecker Stadtbefestigung bewirtschaftet wurden. Das Grundstück wurde im Jahr 1300 von dem Ratsherrn und späteren Lübecker Bürgermeister Marquard Vorrade erworben und blieb zunächst Stammsitz dieser Lübecker Patrizierfamilie. Marquards Sohn Bertram Vorrade wurde 1363 ebenfalls Bürgermeister.
Das Grundstück ging im 15. Jahrhundert an den mit der Lübecker Familie von Warendorp verschwägerten Ritter Engelbert von Tiesenhausen und sodann durch die Lübecker Ratsfamilien der von Calven, Brömse/von Brömbsen, Gloxin und Lüneburg.
Seit Mitte des 17. Jahrhunderts wird es nach der Familie Brömse „Brömserhof“ genannt.

## Gebäude
Das spätbarocke traufständige Haus von sieben Achsen liegt nicht direkt an der Schildstraße, sondern hinter einem hohen Eisenzaun etwas zurück, so dass aufgrund des für Lübeck untypischen Vorplatzes im Zusammenhang mit den bis zur Straße heranreichenden Nachbarbebauung der Eindruck eines Corps de Logis mit Ehrenhof vermittelt wird. Das schiefergedeckte Mansarddach wird von dem drei-achsigen, schlichten Mittelrisalit mit klassizistischem Giebel überragt, der auch das schlichte Eingangsportal enthält. Das Holz des Daches wurde nach dendrochronologischen Erkenntnissen im Winter 1744/45 geschlagen. Das Gebäude in seiner heutigen Erscheinungsform wurde wohl im Sommer 1745 erbaut; der tonnengewölbte Keller und ein Teil des Westgiebels stammen aber noch aus dem 13./14. Jahrhundert. 1769 und um 1800 wurde das Haus umgebaut, ebenso im Zuge der Umnutzungen im späten 19. und 20. Jahrhundert.
Im Innern sind im Erdgeschoss ein Rokoko-Saal und eine barocke Treppenhausanlage über alle drei Etagen erhalten. Das Haus weist zahlreiche originale Dekorationselemente (Stuckdecken, Holztäfelungen) auf.
Auf dem rückwärtigen Grundstück befindet sich weiter eine erhaltene Budenreihe des 15. Jahrhunderts.

## Gebäudenutzungen

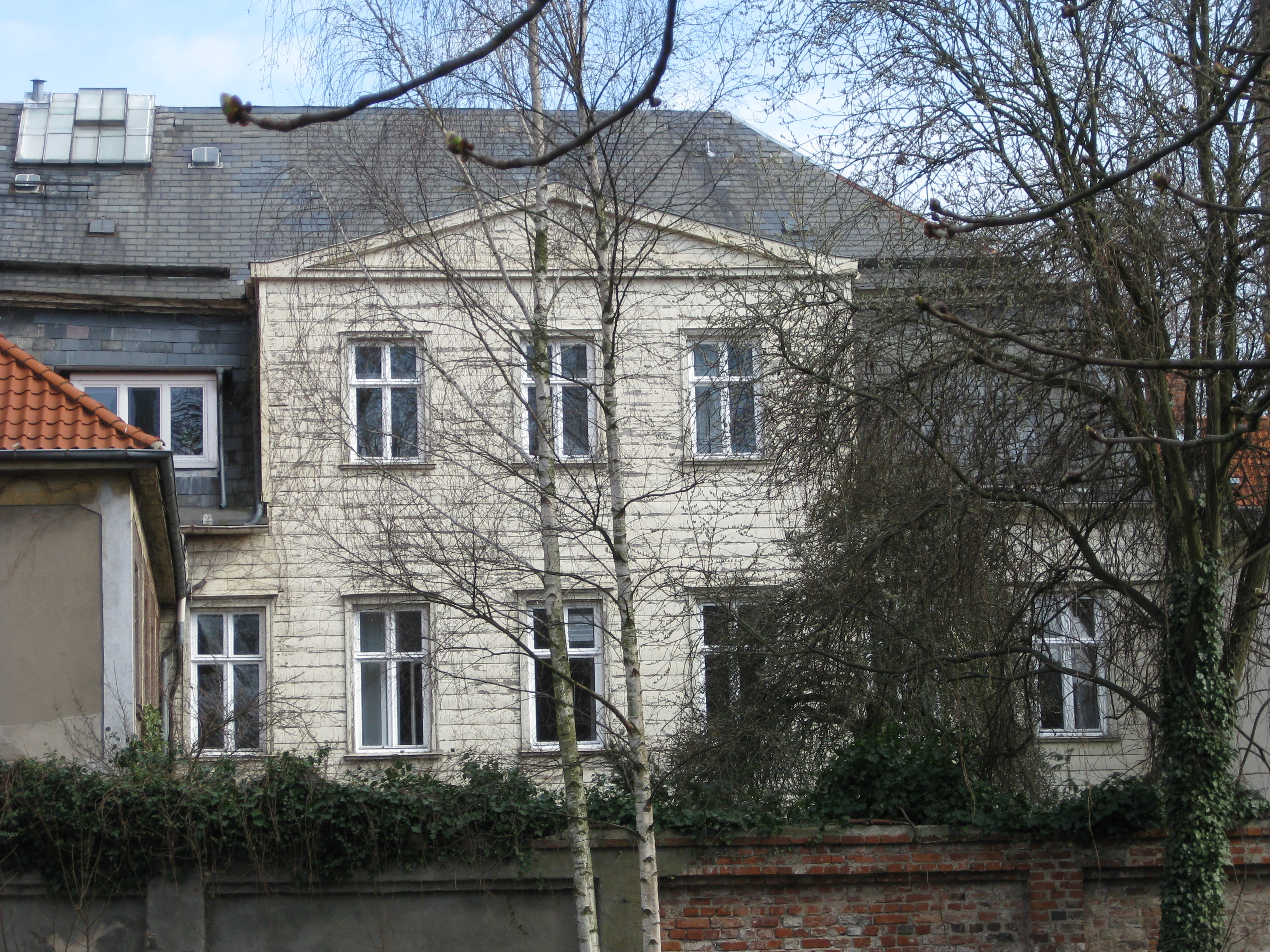
Brömserhof, Obergeschosse der Gartenseite

Das Gebäude wurde 1819 von dem bekannten Lübecker Orthopäden Matthias Ludwig Leithoff erworben und für sein im Jahr zuvor gegründetes Orthopädisches Institut genutzt. Diese Einrichtung war damals so erfolgreich, dass Leithoff 1821 noch das Grundstück St.-Annen-Straße 4 (die spätere Jenische Freischule) hinzu erwarb, deren rückwärtiges Gartengrundstück sich an die Schildstraße 12–14 anschließt. 1852 war der Richter Karl Georg von Wächter Eigentümer des Gebäudes, und 1879 erwarb es Georg Wilhelm Daniel Rey, der Eigentümer der Lübeckischen Anzeigen und des Verlags Gebr. Borchers.
1914 erwarb die Freie und Hansestadt Lübeck den Komplex. Das Mütter- und Säuglingsheim in der Schildstraße wurde unter Senator Paul Hoff ein sogenanntes „Lieblingskind“ der Armenbehörde und ihrem Leiter. So hatte das Amt immer, auch in trübsten Zeiten der Inflation, etwas für ihre Anstalten und Werkstätten übrig. Das Haus erfuhr eine grundlegende Erneuerung und die Betreuung der Heiminsassen wurde einer vorgeschulten, ausgezeichneten Schwesternschaft übertragen. Nun wurden bauliche Veränderungen vorgenommen. Es wurde eine große Loggia errichtet, eine Warmwasserversorgung geschaffen und eine Milchküche eingebaut. Der Hof wurde zu einem Garten umgestaltet und man stellte Hausammen ein. Die Anzahl der wegen Erkrankung an das Allgemeine Krankenhaus Überwiesenen betrug 1921 179, was einem Pflegebestand von 54 % entsprach, und sank bis 1927 auf 13 (9 %).
Später wurde es als Gesundheitsamt und Wohnungsamt genutzt.
Seit 1999 ist der Brömserhof Sitz der Kulturverwaltung der Hansestadt Lübeck und Sitz der Kulturstiftung Hansestadt Lübeck.

### Eigentümer

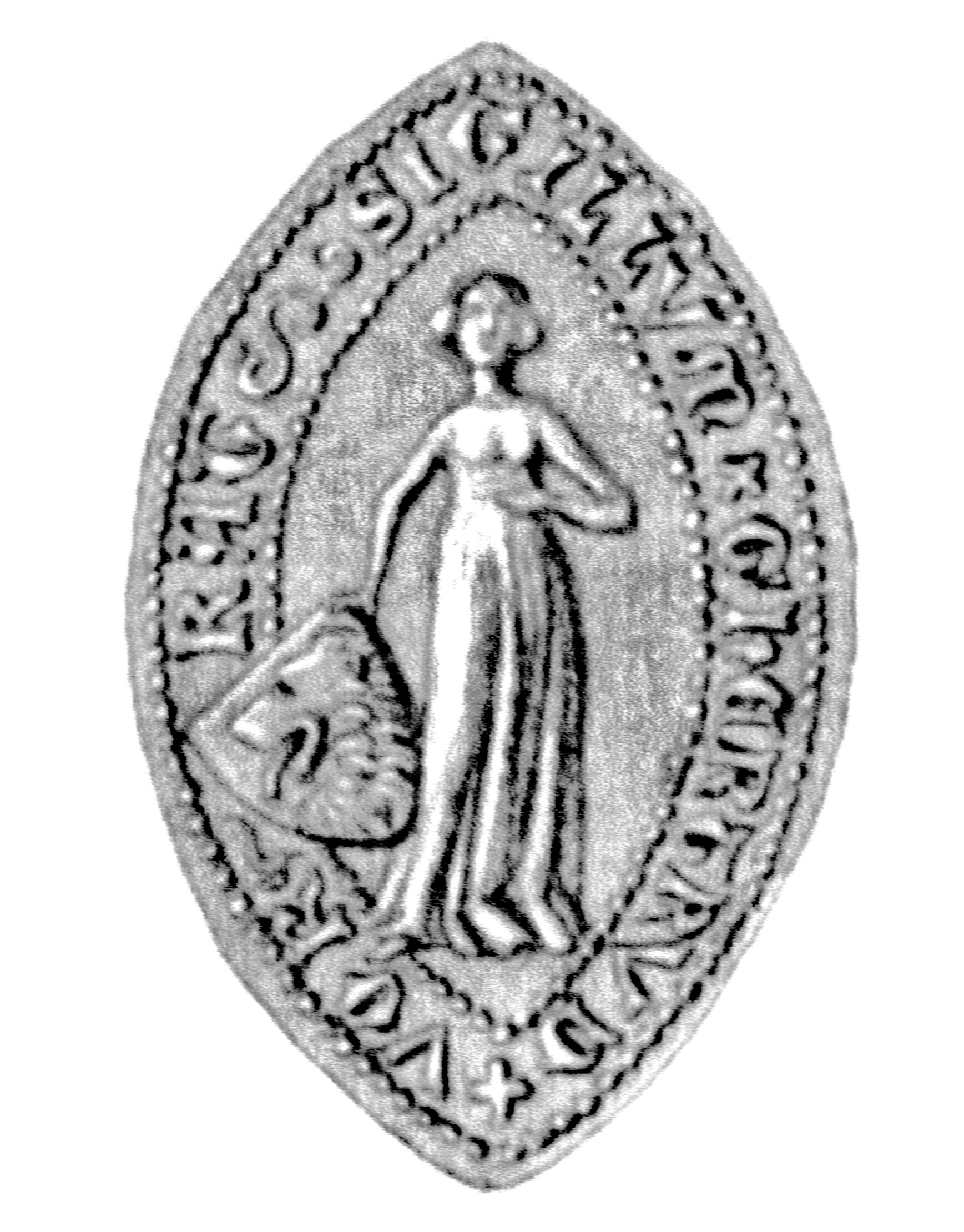
Siegel der Witwe Tidemann Vorrades

- 1229–1307: Ratsherr Marquard Vorrade und seine Söhne Bertram und Marquard
- 1379: Ratsherr Tidemann Vorrade, Bertrams Sohn, nach seinem Tod 1385 seine Witwe und die Kinder
- 1425 Ritter Engelbert Tissenhusen
- 1438–1465: Ratsherr Reyner von Calven
- 1472–1504: Ratsherr Heinrich von Calven, bis 1562 im Besitz der Familie von Calven
- 1562: als Mitgift der Catharina, Tochter des Andreas von Calven, nacheinander an ihre Ehemänner Hartwig von Stiten († 1562) und Dietrich von Broemse († 1600)
- 1633–1638: Ratsherr Dietrich von Brömse (1579–1638), danach sein Sohn
- 1652: Bürgermeister David Gloxin
- 1663: Andreas Albrecht von Brömbsen
- 1703–1744: Familie Lüneburg
- 1744-	1785: Kammerherr von Albedyll
- 1798: Henning von Rumohr († 1805), Vater von Carl Friedrich von Rumohr
- 1805: Henning Rumohrs Witwe, Wilhelmine von Rumohr, geb. von Fersen (1751–1807)
- 1811: Johann Hinrich Neeser (Postmeister)
- 1819: Matthias Ludwig Leithoff
- 1852: Karl Georg von Wächter, Präsident des Oberappellationsgerichts der vier Freien Städte
- 1879: Georg Wilhelm Daniel Rey, Kaufmann und Verleger (1830–1892)
- 1907: Johannes Heinrich Thomas Drath, Kaufmann
- 1914: Freie und Hansestadt Lübeck

## Belege
1. ↑  Fehling Nr. 291; Bürgermeister 1302-07.

Koordinaten: 53° 51′ 50,8″ N, 10° 41′ 18,2″ O